# Beaumont-le-Roger
Beaumont-le-Roger là một xã trong vùng hành chính Normandie, thuộc tỉnh Eure, quận Bernay, tổng Beaumont-le-Roger. Tọa độ địa lý của xã là 49° 04' vĩ độ bắc, 00° 46' kinh độ đông. Beaumont-le-Roger nằm trên độ cao trung bình là 80 mét trên mực nước biển, có điểm thấp nhất là 84 mét và điểm cao nhất là 163 mét. Xã có diện tích 36,42 km², dân số vào thời điểm 1999 là 2818 người; mật độ dân số là 77 người/km².

## Thông tin nhân khẩu
| 1962  | 1968  | 1975  | 1982  | 1990  | 1999  |
| ----- | ----- | ----- | ----- | ----- | ----- |
| 2.740 | 2.871 | 2.828 | 2.711 | 2.694 | 2.818 |

## Các thành phố kết nghĩa
- Obersulm, Đức
- Wotton-under-Edge, Anh

## Địa điểm tham quan
- Nhà thờ Saint-Nicolas